# Doras zuanoni
Doras zuanoni é uma espécie de peixe da família dos doradidae e da ordem dos siluriformes. É um peixe de água doce e de clima tropical, encontrado na América do Sul, mais especificamente, no rio Araguaia, na bacia do rio Tocantins, no Brasil.